# Divas Hit the Road
Divas Hit the Road (Chino: 花儿与少年, Pinyin: Hua Er Yu Shao Nian), es un reality show de China transmitido del 25 de abril de 2014 hasta el 9 de julio del 2017 a través de Hunan Television.

## Formato
El programa sigue a un grupo de celebridades (actores, actrices y cantantes) y su intento por sobrevivir en diferentes partes del mundo con un presupuesto manejado por su cuenta y sin sus confiables asistentes personales y mánagers. Los espectadores podrán disfrutar de los distintos destinos, así como compartir los momentos divertidos y personales que tienen los artistas, quienes viajan alrededor del mundo para aprender sobre diferentes culturas.

### Primera temporada
La primera temporada sigue a Xu Qing, Hans Zhang, Hua Chenyu, Liu Tao, Li Fei'er, Cheng Pei-pei y Zhang Kaili en su viaje por dos países: Italia y España.

### Segunda temporada
La segunda temporada sigue a Jing Boran, Yang Yang, Zheng Shuang, Ivy Chen, Ning Jing, Xu Qing y Mao A'min quienes se embarcan en un loco viaje a través de tres países: Reino Unido, Turquía y Dubái.

### Tercera temporada
La tercera temporada sigue a Jing Boran, Chen Bolin, Zhang Ruoyun, Tony Yang, Gulnazar, Lai Yumeng, Maggie Jiang y Song Zu'er en sus viajes por Brasil, Sudáfrica, Namibia y Australia. A diferencia de las temporadas anteriores donde se pone énfasis en el costo del viaje, la tercera temporada presenta el tema de "aventura".

## Miembros
| Artista       | Puesto             | Puesto                | Puesto         | Puesto         | Puesto             | Puesto                                      | Puesto                                      | Puesto                                      | Puesto                                      | Episodios | Temporadas |
| Artista       | Italia             | España                | Inglaterra     | Turquía        | EAU                | Brasil                                      | Sudáfrica                                   | Namibia                                     | Australia                                   | Episodios | Temporadas |
| ------------- | ------------------ | --------------------- | -------------- | -------------- | ------------------ | ------------------------------------------- | ------------------------------------------- | ------------------------------------------- | ------------------------------------------- | --------- | ---------- |
| Jing Boran    | -                  | -                     | Fotógrafo      | Guía Turístico | Asistente del Guía | -                                           | -                                           | -                                           | -                                           | 23        | 2 - 3      |
| Chen Bolin    | -                  | -                     | -              | -              | -                  | Guía Turístico                              | Guía Turístico                              | Guía Turístico                              | Guía Turístico                              | 12        | 3          |
| Zhang Ruoyun  | -                  | -                     | -              | -              | -                  | Chef, Guía Turístico, Conductor y Traductor | Chef, Guía Turístico, Conductor y Traductor | Chef, Guía Turístico, Conductor y Traductor | Chef, Guía Turístico, Conductor y Traductor | 12        | 3          |
| Tony Yang     | -                  | -                     | -              | -              | -                  | Chef / Conductor                            | Chef / Conductor                            | Chef / Conductor                            | Chef / Conductor                            | 12        | 3          |
| Gulnazar      | -                  | -                     | -              | -              | -                  | -                                           | -                                           | -                                           | -                                           | 12        | 3          |
| Lai Yumeng    | -                  | -                     | -              | -              | -                  | -                                           | -                                           | -                                           | -                                           | 12        | 3          |
| Jiang Shuying | -                  | -                     | -              | -              | -                  | Contadora                                   | Contadora                                   | Contadora                                   | Contadora                                   | 12        | 3          |
| Song Zu'er    | -                  | -                     | -              | -              | -                  | -                                           | -                                           | -                                           | -                                           | 12        | 3          |
| Yang Yang     | -                  | -                     | GPS            | Fotógrafo      | -                  | -                                           | -                                           | -                                           | -                                           | 11        | 2          |
| Zheng Shuang  | -                  | -                     | Guía Turística | Contadora      | -                  | -                                           | -                                           | -                                           | -                                           | 11        | 2          |
| Mao Amin      | -                  | -                     | Traductora     | Traductora     | Traductora         | -                                           | -                                           | -                                           | -                                           | 11        | 2          |
| Ning Jing     | -                  | -                     | -              | -              | -                  | -                                           | -                                           | -                                           | -                                           | 11        | 2          |
| Ivy Chen      | -                  | -                     | Chef           | Chef           | Fotógrafa          | -                                           | -                                           | -                                           | -                                           | 11        | 2          |
| Xu Qing       | -                  | 2.ª Guía              | -              | -              | Contadora          | -                                           | -                                           | -                                           | -                                           | 18        | 1 - 2      |
| Hans Zhang    | Guía Principal     | Asistente del Guía    | -              | -              | -                  | -                                           | -                                           | -                                           | -                                           | 8         | 1          |
| Hua Chenyu    | Contador           | Contador              | -              | -              | -                  | -                                           | -                                           | -                                           | -                                           | 8         | 1          |
| Liu Tao       | Asistente del Guía | 5.ª Guía              | -              | -              | -                  | -                                           | -                                           | -                                           | -                                           | 8         | 1          |
| Li Fei'er     | -                  | 1.ª Guía              | -              | -              | -                  | -                                           | -                                           | -                                           | -                                           | 8         | 1          |
| Cheng Pei-pei | Traductora         | 4.ª Guía / Traductora | -              | -              | -                  | -                                           | -                                           | -                                           | -                                           | 8         | 1          |
| Zhang Kaili   | -                  | 3.ª Guía              | -              | -              | -                  | -                                           | -                                           | -                                           | -                                           | 8         | 1          |

## Episodios
El programa hasta ahora ha emitido 3 temporadas y ha emitido 31 episodios:
- La primera temporada del programa fue emitida del 25 de abril del 2014 hasta el 13 de junio del 2014 y contó con 8 episodios.
- La segunda temporada del programa fue transmitida del 25 de abril del 2015 al 4 de julio del 2015 emitiendo 11 episodios.[2][3]
- La tercera temporada del programa fue estrenada el 23 de abril del 2017 finalizando el 9 de julio del mismo año, transmitiendo 12 episodios.[4]

| Año | Año  | Temporada     | Episodios | Localización                                 | Fecha de Emisión    | Fecha de Emisión    |
| Año | Año  | Temporada     | Episodios | Localización                                 | Inició              | Finalizó            |
| --- | ---- | ------------- | --------- | -------------------------------------------- | ------------------- | ------------------- |
|     | 2014 | 1.ª Temporada | 8         | Italia y España                              | 25 de abril de 2014 | 13 de junio de 2014 |
|     | 2015 | 2.ª Temporada | 11        | Inglaterra, Turquía y Emiratos Árabes Unidos | 25 de abril de 2015 | 4 de julio de 2015  |
|     | 2017 | 3.ª Temporada | 12        | Brasil, Sudáfrica, Namibia y Australia       | 23 de abril de 2017 | 9 de julio de 2017  |

## Música
La música del programa fue compuesta por Ye Xiao.
| Año | Intérprete (es)          | Canción                           | Álbum                             | Notas |
| --- | ------------------------ | --------------------------------- | --------------------------------- | ----- |
| 1   | Hua Chenyu               | "Seeking" (寻)                    | Canción de "Divas Hit the Road 3" |       |
| 2   | Yang Yang & Zheng Shuang | "Divas Hit the Road" (花儿与少年) | Canción de "Divas Hit the Road 2" |       |

## Producción
El programa fue creado por Hunan Broadcasting System (HBS) y dirigido por Liao Ke y Wu Mengzhi. 
Mientras que la producción estuvo en manos de Zhang Huali, Liu Xiangqun y Li Hao.
Contó con el apoyo de la compañía de producción Hunan Broadcasting System (HBS).